# Andreea-Petronela Cîmpianu
Andreea-Petronela Cîmpianu (n.  ?) este un deputat român, ales în 2024 din partea SOS. 